# 脳損傷
脳損傷（のうそんしょう）とは、脳細胞の破壊や変性のことである。脳損傷は、様々な内的要因および外的要因によって発生する。一般に、脳損傷とは外傷によって引き起こされる重大かつ無差別的な損傷を指す。
一般的なカテゴリーは、外力による外傷や頭部外傷に伴う外傷性脳損傷であり、後天性脳損傷という用語は、出生後に傷害から生じた脳損傷、遺伝的疾患、先天性疾患と区別して適切な領域で使用されている。 一次脳損傷と二次脳損傷は病変形成の過程を指し、局所性脳損傷とびまん性脳損傷は重症度と局在性を表現している。
近年の研究により、脳は生涯を通じて新しい神経結合を形成し、その働きを再編成する「神経可塑性」を持つことが明らかになっている。これにより、脳は怪我や病気を代償することができる。